# Limnephilus castor
Limnephilus castor is een schietmot uit de familie Limnephilidae. De soort komt voor in het Nearctisch gebied.